# Tandem Communications
Tandem Productions ist ein Unternehmen mit Sitz in München, das Fernsehfilme, Miniserien, Fernsehserien und Filmreihen produziert und koproduziert.
Es wurde 1999 von den Produzenten Rola Bauer und Tim Halkin gegründet. Beide hatten zuvor bei ProSieben die Abteilung "Internationale Koproduktion" geleitet.

## Produktionen

### TV-Serien und -Mehrteiler
- Schatten der Mörder – Shadowplay (2020)
- Crossing Lines Seasons 1-3 (2012–2015)
- Spotless Season 1 (2014)
- Ken Folletts Die Tore Der Welt (2012)
- Labyrinth (2012)
- Titanic - Blood and Steel (2012)
- Ken Folletts Die Säulen der Erde (2010)
- Last Impact - Der Einschlag (2008)
- The Company (2007)
- Robert Ludlums Der Hades-Faktor (2006)
- Die Nibelungen - Der Fluch des Drachen (2004)
- Frank Herberts Dune – Der Wüstenplanet (2000)
- Relic Hunter - Die Schatzjägerin (1999)

### TV-Movies / Fernsehfilme
- Treasure Guards (2011)
- The Lost Future (2010)
- Lost City Raiders (2008)

### "Event Movie Collections"
- Patricia Cornwell Event Movie Franchise (2010)
- Die Nora Roberts Collection III - Sehnsucht der Unschuldigen (Carnal Innocence) (2012)
- Die Nora Roberts Collection II (2009)
- Die Nora Roberts Collection I (2007)

### Dokumentationen
- Ken Folletts Zeitreise in das finstere Mittelalter (2012)
- Dragons' World: Unglaubliche Entdeckungen im Reich der Drachen (2004)
- Im Reich der Säbelzahntiger (2003)
- James Camerons Expedition: Bismarck (2002)
- Camerons Vision (2002)
- Dinosaurier erobern die Welt (2001)

## Auszeichnungen
- Die Produktion Dragon's World war 2005 in der Kategorie „Bestes animiertes Programm“ für einen Emmy nominiert[1], verlor aber gegen die zweite Staffel von Star Wars: Clone Wars.
- Die Säulen der Erde erhielt bei der Romyverleihung 2011 den „Preis der Jury“. Die Produktion war zudem für den Golden Globe in der Kategorie „Beste Mini-Serie oder Fernsehfilm“ sowie in den Kategorien „Beste Schauspielerin/Bester Schauspieler in einer Mini-Serie oder Fernsehfilm“ (Hayley Atwell und Ian McShane) nominiert.[2]